# ミニチュアゲーム
ミニチュアゲーム (Miniatures game, Miniature wargaming) は、兵士や兵器などの模型を使ったウォーシミュレーションゲームの一形態である。日本ではアクチュアル・シミュレーション（・ウォーゲーム）とも呼ばれるが英語としては誤りである。

## 概要
ミニチュアゲームでは小形の立体模型を駒として使用し、テーブルや床の上、本格的なものでは戦場を再現したディオラマを使用する。地形を描いたボードと平面の駒を使用する通常のウォーシミュレーションゲームとは通常この点で区別され、この意味からテーブルトップ・ゲーム（tabletop game）とも呼ばれる。駒の移動などの際には主に紙製や布製のテープメジャーで距離を計測する。
駒（ミニチュア、フィギュアと呼ばれる）は一定の縮尺（スケール）で統一されたものが使用される。材質はメタル、プラスチック、レジンなどで、紙製の駒（立像または平面）を使うこともできる。スケールは通常の大人の身長が何mmに縮小されるかで表現され、10mm、25mm、28mmといったものがある。25mmスケールは1/72にあたり、プラ製の製品も多数販売されている。
商品としての形態はさまざまで、
- ルールだけが独立して販売（または無償配布）され、駒（フィギュア）はメーカーを問わず使用できるもの。プレイヤーは駒（金属製、プラスチック製が主流）を必要数購入して、各々が組立、塗装を行いゲームで使用する。
- ルールを販売する企業または特定の提携メーカーのフィギュアだけが駒として使用できるもの。
- 塗装済みの駒とルールがセットになったもの。
- さらに塗装済みの駒がボックスにランダムに封入されているもの（コレクタブル）。

などがある。
場合によってはあるルールのための駒を、別のルールの駒として流用することもできる。特にヒストリカル（歴史もの）では駒すなわち実物の兵士・兵器の模型であるため、スケールが近ければ当然に流用できる。
いくつかのミニチュアゲームは世界中で広く展開しており、特に「ゲームズワークショップ」の「ウォーハンマー：ファンタジーバトル」「ウォーハンマー40,000」、そして「指輪物語」をベースにしたミニチュアゲームが著名である。アメリカやイギリス、日本の大都市には専門店も存在する。

## 歴史
19世紀より子供の「ごっこ遊び」の延長として、スズの兵隊を用いて会戦を再現することは普通に行われていた。
一方、軍隊では兵棋演習としてジオラマと人形を使って戦場を本格的にシミュレートすることが行われていた。
そのうち、大人の模型趣味として兵隊人形の収集を行っていた趣味人たちの中に、この兵棋演習を「遊び」として再現しようという動きが趣味人の中に出てきた。そして1913年に、SF作家のハーバート・ジョージ・ウェルズが兵隊人形をつかった戦争ゲームのルールブック『Little Wars』を発売した。これは商業出版されたミニチュアゲームの元祖とされている。
ただ、ルールとしては素朴なもので、高度なゲーム性が担保されていたわけではなかった。
「兵棋演習を大衆娯楽化する」というのは、1950年代に入ってようやく実現した。地形や兵士を抽象化することでゲーム性を高めたウォー・シミュレーションゲームの文化が米国で花開いたのである。 (ウォー・シミュレーションゲーム#歴史も参照) 
この時代のウォー・シミュレーションゲームが商業的に成功した理由の一つに、ミニチュアは使わずに紙のボードとコマを使っていたことがある。これのおかげで安価に誰でも入門ができるようになったのである。
だが、古き良き兵隊人形でウォー・シミュレーションゲームを再現しようという逆輸入の流れもまた出現し、1970年代あたりから本格的なミニチュアゲームが商業製品として広く開発されるようになった。そしてゲームのためにファンタジーやSFなど様々なジャンルの「スズの兵隊」が製造されるようになっていき、歴史的な兵隊の人形ばかりであった「スズの兵隊」の世界はがらりと変化した。（その後、素材は錫や鉛からホワイトメタルやプラスチック樹脂に代わって現代に至っている）

## ルール
ルールは縮尺により様々で、一個の駒が一人の兵士を表す場合もあれば、分隊、小隊、あるいはそれ以上の部隊を表すこともある。ミニチュアゲームのルールは多数存在しており、一部はインターネットで無償公開されている。
ボード形式のウォーシミュレーションゲームは歴史上の戦闘や戦争を再現するものが一般的だが、ミニチュアゲームでも歴史上の軍勢の交戦を再現する方向（ヒストリカルと呼ばれる）がある一方で、ファンタジー世界の魔法使い、サイエンスフィクションの宇宙船、など架空の世界での戦闘を再現するものも多い。

## コレクタブルミニチュアゲーム
コレクタブルミニチュアゲーム (collectible miniatures game) とは21世紀になってから登場したミニチュアゲームの新しい形態である。日本ではトレーディングフィギュアゲームと呼ばれる事もある。
コレクタブルミニチュアゲームはトレーディングカードゲームの販売形式をミニチュアゲームに取り込んだもので、成形彩色済みのプラスチック製フィギュアを集めてゲームを行うものである。多くのコレクタブルミニチュアゲームはトレーディングカードゲームと同じく商品の入った箱を開けるまでは何のミニチュアが入っているかわからないようになっており、好みのミニチュアユニットを手に入れるためにはそれなりに資金をつぎ込まなくてはならない。
従来のミニチュアゲームは模型から派生したものなため、「自分で組み立てて塗装したミニチュアを使って遊ぶ」というものを基本にしており、ミニチュアを「作る」作業もまたユーザーに提供される楽しみの一つとされてきた。コレクタブルミニチュアゲームはその要素を完全にスポイルしてしまっているため、それまでのミニチュアゲームとは別物の様相も強いのだが、塗装や工作が苦手で今までミニチュアゲームに手を出せなかった多くのユーザーには好意的に受け入れられた。
コレクタブルミニチュアゲームに属するゲームで著名なものには「メイジナイト」、「メックウォーリアー：ダークエイジ」、「HeroClix」、「ダンジョンズ&ドラゴンズ ミニチュアゲーム」などがある。

## 日本での展開
ゲームジャンルの中心地は英語圏であるが、「ウォーハンマー：ファンタジーバトル」、「ウォーハンマー40,000」が2000年代初頭に日本での展開を開始した。この2つのゲームは2020年代でも一定の規模でのサービス展開を継続しており、専門性が高いホビーショップの他、プラモデルの品ぞろえの充実した大型家電量販店でも製品が購入可能であり、ミニチュアゲームとしては特筆して間口が広いタイトルとなっている。
コレクタブルミニチュアゲームでは、ウィザーズ・オブ・ザ・コースト社の「ダンジョンズ&ドラゴンズ ミニチュアゲーム」や、WizKids社の「メイジナイト」、「メックウォーリアー：ダークエイジ」、「ドリームブレイド」などが展開されたが、サービスを終了したタイトルも多い。
日本オリジナルのミニチュアゲームも少数だが存在する。ワールドタンクミュージアムの戦車ミニチュアを使ったミニチュアゲームである「ワールドタンクバトルズ」（国際通信社）や「ワールドタンクディビジョン」（タカラ）、ガンダムコレクションのモビルスーツミニチュアを使ったミニチュアゲームである「ガンダムコレクション・タクティカルコンバット」（ホビージャパン）などがある。他にも、トレーディングカードゲームとミニチュアゲームを組みあせたようなものもあり、美少女ゲームをモチーフにした「プリンパペット」（TI東京）やゾイドシリーズをモチーフにした「ゾイドバトルカードゲーム」（タカラトミー）などがある。
なお、かつてツクダホビーが『機動戦士ガンダム』のモビルスーツを中心としたメカ・キャラクターのホワイトメタル製フィギュア『ガンダムメタルコレクション』シリーズを発売していた際に、購入者を対象としてミニチュアゲームのルールブックを有料配布した事がある。これは同商品をコマ（ユニット）として利用するものだったが2種類のサイズ（54mmと40mm）で展開されている商品を混在させて遊ばせるのが前提で、またコマ間の距離計測に一般的な定規を使うよう指示されているなどゲームシステムは簡素化されていた。そのため必ずしも『～メタルコレクション』でなければ遊べないという訳ではなく、同社から発売されていた『機動戦士ガンダム モビルスーツコレクション』（『～メタルコレクション』40mmシリーズのプラスチック版とでもいうべき商品）やガンプラをコマとしてプレイする事も可能だった。
このように多くは原作モノ、もしくはタイアップモノであるが、「バトルブレイク」（バンダイ）のようにミニチュアゲームとしてのオリジナル製品もわずかながら存在する。

## 主なミニチュアゲーム
en:List of miniature wargamesも参照

### SF
- アーバンウォー
- ウォーハンマー40,000
- スター・ウォーズ ミニチュア - コレクタブルミニチュアゲーム。
- バトルブレイク - コレクタブルミニチュアゲーム。
- ヘビーギア
- バトルテック
- モンスターポカリプス - コレクタブルミニチュアゲーム。
- AT-43 - フランスのRackham社より販売されている彩色済ミニチュアゲーム。
- Dark Age
- Dust Tactics
- Dystopian Wars
- Eden
- HeroClix - コレクタブルミニチュアゲーム。
- Infinity
- Warmachine

### ファンタジー
- ウォーハンマー：ファンタジーバトル
- ギルドボール
- サイクロプス
- ダンジョンズ&ドラゴンズ ミニチュアゲーム - コレクタブルミニチュアゲーム。
- ドリームブレイド - コレクタブルミニチュアゲーム。
- メイジナイト - コレクタブルミニチュアゲーム。
- ロード・オブ・ザ・リング
- ロード・オブ・ザ・リング：トレーダブル・ミニチュアゲーム
- フロストグレイブ
- Alkemy
- Bushido
- Carnevale
- Confrontation
- Freebooter's Fate
- Hell Dorado
- Hordes
- Kings of War
- Malifaux

### ヒストリカル
- Axis & Allies Miniatures - 第2次世界大戦をテーマとしたコレクタブルミニチュアゲーム。
- Flames of War
- Little Wars - 現存する最古の一般向けに公刊されたミニチュアゲーム。1913年発行。ゲームデザイナーはSF作家のH・G・ウェルズ。
- Bolt Action- 第2次世界大戦をテーマとした28㎜のミニチュアゲーム